# Suriauville
Suriauville – miejscowość i gmina we Francji, w regionie Grand Est, w departamencie Wogezy.
Według danych na rok 1990 gminę zamieszkiwały 173 osoby, a gęstość zaludnienia wynosiła 13 osób/km² (wśród 2335 gmin Lotaryngii Suriauville plasuje się na 872. miejscu pod względem liczby ludności, natomiast pod względem powierzchni na miejscu 408.).